# Заполев, Михаил Михайлович
Михаи́л Миха́йлович За́полев (род. 21 ноября 1946, Лебяжье, Егорьевский район, Алтайский край, РСФСР, СССР) — советский и российский политический деятель, Депутат Государственной Думы IV и V созывов (с 2003 года — по 2008 год), VI созыва (с 2011 года — 2016 год), кандидат социологических наук, член фракции КПРФ. Первый секретарь Алтайского краевого комитета КПРФ в 2006—2012 гг. Депутат Алтайского краевого законодательного собрания нескольких созывов.

## Биография

### Детство и юность
Родился 21 ноября 1946 года в селе Лебяжье Егорьевского района Алтайского края в семье служащих. В 1954 пошёл в местную школу. В 1961 году поступил в Рубцовский сельскохозяйственный техникум. Кроме учёбы много времени уделял занятиям физкультурой и спортом. Увлекался фотографией и охотой. Играл на баяне и гитаре. В 1964 году в Грозном баскетбольная команда техникума, в составе которой играл Заполев, выиграла чемпионат России среди учебных заведений. В 1965 году начал работать шофёром колхоза «Лебяжье» Егорьевского района. В 1966 году окончил Рубцовский техникум механизации и электрификации сельского хозяйства. Кроме учёбы много времени уделял занятиям физкультурой и спортом. Увлекался фотографией и охотой. Играл на баяне и гитаре.
В 1964 году в составе баскетбольной команда техникума выиграла первенство России среди учебных заведений в г. Грозный. В 1965 году начал работать шофёром колхоза «Лебяжье» Егорьевского района. В 1966 году окончил Рубцовский техникум механизации и электрификации сельского хозяйства.

### Высшее образование и карьера
В 1970 году окончил Барнаульский государственный педагогический институт.
В 1977 году окончил Алтайский сельскохозяйственный институт (заочное отделение).
С 1969 года на комсомольской работе — второй, затем — первый секретарь Рубцовского райкома ВЛКСМ, заведующий отделом Алтайского крайкома ВЛКСМ. В 1977—1989 годах на партийной работе — второй, затем — первый секретарь Крутихинского райкома КПСС.
С 1992 года — помощник депутата Государственной думы России ФС РФ. С 1993 года — член ЦК КПРФ. В 1992 году окончил аспирантуру Академии управления в Москве, защитил кандидатскую диссертацию. Кандидат социологических наук.
С 1997 года — депутат Алтайского краевого законодательного собрания.
После восстановления краевой партийной организации был избран вторым секретарём Алтайского краевого комитета КПРФ.. С 2006 года — первый секретарь Алтайского краевого комитета КПРФ, сменил на этом посту Виталия Сафронова.
В 2003 году был избран депутатом Государственной думы четвёртого созыва. Вошёл в состав фракции КПРФ.
В июле 2004 года объявлял голодовку в знак протеста против принятия законов о монетизации льгот.
На парламентских выборах 2007 года был избран депутатом Государственной думы пятого созыва. Вторым номером по избирательному списку КПРФ в Алтайском крае шёл предприниматель Алексей Багаряков. В Алтайском крае КПРФ получила 16,88 % голосов, что давало ей право на один депутатский мандат, таким образом в Думу проходил только Заполев. Однако президиум ЦК КПРФ принял постановление, в котором рекомендовал ему «в целях повышения идейно-политического уровня и активизации работы депутатов-коммунистов и патриотов в Алтайском крае, усиления их роли в улучшении качества жизни населения и социально-экономического развития субъекта Федерации, сложить с себя полномочия депутата Госдумы и сосредоточиться на работе в краевом заксобрании».
25 апреля 2007 года на заседании Государственной Думы предложил не почитать минутой молчания память умершего первого президента РФ Бориса Ельцина, а призвал вбить в его могилу осиновый кол.
22 декабря 2007 года на краевой партийной конференции КПРФ были определены кандидаты в депутаты Алтайского краевого законодательного собрания. Заполев возглавил предвыборный список КПРФ. По результатам выборов в краевой парламент 2 марта 2008 года КПРФ по единому краевому избирательному списку получила голоса 238 064 избирателей, то есть 19,62 %. В итоге КПРФ получила семь мандатов.
Заполев подчинился решению ЦК КПРФ, перейдя на работу в Алтайское краевое законодательное собрание. Он объяснил свой отказ от места в Госдуме «интересами общего дела», отметив важность финансовой поддержки партийной деятельности. 26 марта 2008 года Багаряков получил мандат решением Центризбиркома. В Законодательном собрании края Заполев вошёл в депутатскую фракцию КПРФ, стал членом комитета по здравоохранению и науке.
В 2011 году избран депутатом Госдумы от КПРФ вновь. Вошёл в состав комитета по международным делам.